# Stjepan Podhorsky
Stjepan Podhorsky (Zagreb, 21. prosinca 1875. – Zagreb, 13. listopada 1945.), hrvatski arhitekt.

## Školovanje
Arhitekt Stjepan Podhorsky rođen je 21. prosinca 1875. godine u Zagrebu, u Vlaškoj ulici. Nakon što je završio osnovnu školu i realku Podhorsky se upisuje u Graditeljsku školu, koju završava 1896. u skupini prvih apsolvenata graditeljskog tečaja, kojoj su pripadali i Josip Marković, Alojz Bastl i Oto Munder. Već tijekom školovanja u svoj atelier kao osobito darovita đaka primio ga je arhitekt Hermann Bollé. No, prije uposlenja "pošalje Bollé Podhorskoga", pisat će tridesetih godina Jutarnji list, "'u klesariju stolne crkve, da temeljito izuči klesarstvo, a nakon toga uposli ga stalno u svom atelieru projektiranjem svega, što je u ruku došlo.  U atelieru arhitekta Bolléa našao se Podhorsky sa drugim Zagorcem, pokojnim arhitektom Viktorom Kovačićem. Tako ova dva mladića postaju značajnim saradnicima pokojnog Bolléa." 

## Borba za baštinu
Usprkos tome što će i Podhorsky i Kovačić biti Bolléovi suradnici, oboje dolaze s njim u žestok sukob, prije svega zbog neslaganja s radikalnim purističkim pristupom obnovi hrvatske arhitektonske baštine. Kako će pisati Gjuro Szabo u nikada objavljenom rukopisu iz 1932. : Hermann Bollé i njegova (ne)djela- Djela Hermanna Bollé- a sude sud Hermannu Bollé- u: "… od doba Tatara nije nitko toliko toga u maloj Hrvatskoj uništio, dapače uradio je gore, jer je ne samo ono, što su dapače i Turci ostavili utamanio, već je još toliko apsolutno bezvrijednoga posagradio, tako, da to treba ponajprije srušiti. Učinio je to ne zato, što bi bio samo željan rada, već više što je bio nezasitan za novcem, kako mu je sam Strossmayer to zapisao…".  No, ne budimo u zabludi, britko Szabino pero neće zaobići niti Podhorskog.
Sukob Bolléa i Podhorskog došao je do izražaja 1901. godine kada ga Bollé šalje na Frušku goru da vodi izgradnju i rekonstrukciju pravoslavnoga manastira Grgetka. Ubrzo Podhorsky napušta atelier i samostalno se prihvaća obnove i izgradnje srušene srednjovjekovne 'crkve Blažene Djevice Marije u Oštarijama 1901./'02.). Godinu poslije Podhorsky odlazi u Beč na daljnje školovanje, na Akademiju lijepih umjetnosti kod profesora Viktora Lunza, dvorskog savjetnika za antičku i srednjovjekovnu umjetnost i jednog od predstavnika bečkog historicizma. Takav će odabir ostaviti trajan trag na njegovom daljnjem radu, koji se očitovao u neostilskom eklekticizmu. Tih godina Podhorskom će u Beču biti dodijeljeno nekoliko priznanja, od kojih je najznačajna velika Hansenova medalja za najuspjeliju klasičnu radnju. 

## Klub hrvatskih arhitekta (1905. – 1914.)
Nakon što se vratio sa školovanja, Podhorsky u Zagrebu izvodi čitav niz zapaženih gradnji, kao što su vila Heim u Nazorovoj ulici (1906.), zgrada pravoslavne općine u Bogovićevoj ulici (1907.), stambena zgrada i ljekarna Gayer na križanju Kačićeve i Ilice (1908.), te Obrtni dom na Mažuranićevom trgu (1908./10.). Tih godina izveo je i adaptaciju glasovite ljekarne kod Kamenitih vrata, te regulaciju parka napuštenog Jurjevskog groblja.
Dakako, najznačajnije iz tog razdoblja djelovanja Podhorskog je osnivanje Kluba hrvatskih arhitekta. Podhorsky tada piše: "'Dnevnik o ustroju Kluba vodjen po arhitektu S. Podhorskom", iz koga doznajemo da je: "Prvi sastanak da se ustroji klub bio 20. svibnja 1905.". Jedna od prvih "akcija" Kluba bio je 1906. sukob s Bolléom i Kršnjavim u vezi rušenja Bakačeve kule, u kome niti jedna strana neće štedjeti na uvredljivim riječima i brzojavima međusobnih optužbi upućivanim iz dana u dan tadašnjem banu Teodoru Pejačeviću. 
No, to je i vrijeme prvih velikih domaćih arhitektonskih natječaja, na kojima će sudionik biti i Podhorsky. Među inim na "natječajima za Vladinu palaču ( danas zgrada Sabora, 1907., 2. nagrada), regulaciju Kaptola (1908., 2. nagrada) i župnu crkvu u Voloskom (1913., 1. nagrada)." Podhorsky će dugi niz godina biti predsjednikom Kluba hrvatskih arhitekata, a Kovačić tajnikom što će u početku među njima pokrenuti rivalstvo, posebice nakon dolaska arhitekata Dioniza Sunka i Huge Ehrlicha, kada dolazi i do otvorenog sukoba interesa zbog čega će Podhorsky par puta podnositi i povlačiti ostavku na članstvo i sve funkcije u Klubu, što će na kraju će rezultirati njegovim raspadom. 4. veljače 1914. 
Podhorsky će se tijekom života istaknutu kao uspješan obnovitelj hrvatske graditeljske baštine. Kao što je rečeno, najranija je obnova crkve u Oštarijama. No, vrhunac će dostići realizacijom projekta obnove crkve sv. Križa u Križevcima (1910. – 1913.), žestoko se sukobivši oko pristupa obnovi s Isom Kršnjavim, koji je u Hrvatskoj bio glavni promotor historicističke doktrine i Bolléov ideološki pokrovitelj. Zbog toga sukoba Podhorsky neće dobiti profesuru na tadašnjoj Srednjoj tehničkoj školi na čijem je čelu bio Bollé.

## Vero Croatica
Presudna godina u stvaralaštvu Stjepana Podhorskog je 1911. Naime, te godine Podhorsky u spomen 300 godišnjice grkokatoličke crkve u Hrvatskoj na nadbiskupskom dobru u Strmcu Pribićkom kraj Krašića podiže crkvu sv. Marije koncipiranu kao centralni objekt s jasnim naznakama neobizantske arhitekture. Početak je to dugoga puta na kome je Podhorsky nastojao stvoriti novi stil zasnovan na elementima bizantske i starohrvatske arhitekture, koji će crkveni povjesničar o. fra Dominik Mandić okarakterizirati kao "renesansu starohrvatskih oblika" nazvavši ga stilom "Vero Croatica". U težnji prema tome stilu Podhorsky će projektirati čitav niz sakralnih objekata, od kojih mnogi nikada neće biti realizirani. Najznačajnije realizirane sakralne građevine Podhorskog su: bazilika sv. Ćirila i Metoda na Duvanjskom polju (1921. – 1925.), crkva sv. Jurja u Đurđevcu (1928.) i franjevačka crkva u Makarskoj (1921./31. – 1939./43.). 
Franjevačka crkva Blažene Djevice Marije u sklopu franjevačkog samostana u Makarskoj jedno je od njegovih najuspjelijih ostvarenja i u smislu čistoće oblika i jednostavnosti, ali i u jasnoći prostornog koncepta. Moglo bi se reći, da Podhorsky razvija jednu sakralnu maniru, koja će mu 1914. na velikoj izložbi likovnih umjetnosti u Beogradu donijeti prilično uspjeha u ondašnjim krugovima, koji ga pozivaju u Srbiju, kako bi projektirao razne zadužbine. No, u tome ga je omeo rat, koji će provesti u Križevcima dovršavajući jedno od svojih najznačajnijih ostvarenja - zgradu Hrvatskog doma ( 1913. – 1916.). Nakon rata, Podhorsky je dekretom narodnog vijeća 1918. imenovan profesorom na Obrtnoj školi  Arhivirana inačica izvorne stranice od 29. travnja 2007. (Wayback Machine), a ubrzo postaje i članom Udruženja jugoslavenskih inženjera i arhitekata- sekcija Zagreb. 
Osim velikog broja crkava Podhorsky će također projektirati i nekoliko mauzoleja od kojih su najpoznatiji mauzolej obitelji Halper u Krapini (1911.) i mauzolej obitelji Podhorsky na zagrebačkom Mirogoju (1929. – 1933.) Među značajnijim ostvarenjima koje će Podhorsky realizirati između dva rata je i Dom sv. Antuna na zagrebačkom Kaptolu, građen za potrebe franjevačkog samostana, danas Kazalište Komedija  Arhivirana inačica izvorne stranice od 11. svibnja 2007. (Wayback Machine) (1936. – 1937.). Besplatno je napravio nacrt za međugorsku crkvu sv. Jakova.
Tijekom 2. svjetskog rata, Podhorsky radi projekte za obnovu crkava i samostana u Plitvicama, Zrinu, Gvozdanskom, Voćinu i Kostajnici (1941.), obnovu grkokatoličke stolne crkve i biskupskog dvora u Križevcima (1941. – 1943.), te projekt vlastite vile na Prekrižju (1942. – 1943.) Tijekom rata dovršava i velebnu dogradnju crkve sv. Ante u Bihaću, koju je započeo 1938. godine, no koja je 1944. pred sam završetak radova tijekom savezničkog bombardiranja srušena gotovo do temelja. Bila je to ujedno i posljednja crkva koju je gradio, jer umire 13. listopada 1945. u 78. godini života.

## Galerija
- Križevačka grkokatolička katedrala.
- Hrvatski dom u Križevcima.
- Crkva sv. Jurja u Đurđevcu.
- Kazalište Komedija u Zagrebu.